# Deraeocoris olivaceus
Deraeocoris olivaceus – gatunek pluskwiaka z podrzędu różnoskrzydłych i rodziny tasznikowatych.
Pluskwiak o długości ciała 8,5–10 mm, czarno punktowany. Głowa ma barwę żółtą, czerwonawą lub jasnobrązową, rzadko ma czarne plamy. Przedplecze ma matową, porośniętą kędzierzawymi włoskami obrączkę apikalną oraz gładki, błyszczący i mały płat przedni. Okolice zewnętrznych otworów przewodów gruczołów zapachowych ciemnobrązowe do czarnych.
Owad drapieżny, polujący na drzewach i krzewach. Rozprzestrzeniony w Europie i Azji, w Polsce rzadki, znany głównie z części południowej.